# Pampore
Pampore is een stad en “notified area” in het district Pulwama van het Indiase unieterritorium Jammu en Kasjmir. De stad ligt aan de rivier de Jhelum, ten zuidoosten van de stad Srinagar.

## Demografie
Volgens de Indiase volkstelling van 2001 wonen er 16.595 mensen in Pampore, waarvan 52% mannelijk en 48% vrouwelijk is. De plaats heeft een alfabetiseringsgraad van 59%.